# Mickaël Buffaz
Mickaël Buffaz, född 21 maj 1979 i Genève, Schweiz, är en professionell fransk tävlingscyklist.

## Amatörkarriär
Buffaz började tävlingscykla seriöst när han var tonåring. Han började cykla för UC Gessienne och blev uppmuntrad att försöka bli professionell cyklist. Samtidigt som han satsade på sin cykelkarriär studerade han biologi. År 2001 fick Buffaz möjligheten att tävla på nationell nivå tillsammans med Vélo Club Bressan. Året därpå fortsatte han till VC Lyon Vaulx-en-Velin, som tillhörde den högsta nivån av amatörcykling - Elite 2. Buffaz vann Paris-Troyes 2002. Lagets och Buffaz framgångar uppmärksammades av de professionella lagen och snart lämnade han laget för att tävla professionellt.

### Proffskarriär
Buffaz blev sedan professionell med Jean Delatour, senare RAGT Semences, inför säsongen 2003. Under året vann han Prix du Moissons.
Inför säsongen 2005 skrev Buffaz på ett kontrakt med Agritubel, med vilka han stannade i två år.
Under säsongen 2005 slutade han trea på etapp 4 av Tour Nord-Isère och etapp 2 på Tour de L'Ain/Prix de l'Amitié. Ett år senare slutade han tvåa på Tour du Doubs efter landsmannen Yoann Le Boulanger.
Buffaz börja tävla för UCI ProTour-stallet Cofidis inför säsongen 2007. Mickaël Buffaz slutade tvåa efter Benoît Vaugrenard på Polynormande 2007. Två år tidigare slutade han trea på det franska endagsloppet efter Philippe Gilbert och Ludovic Turpin.
I juni 2008 vann fransmannen de franska nationsmästerskapen på bana i grenen keirin. Samma år slutade Buffaz som tvåa i Trofeo Fuga Cervelo i Giro d'Italia 2008, vilket är en tävling där de cyklister som varit i en utbrytning under loppet tjänar poäng för varje kilometer som gruppen hållit undan för huvudklungan.
Mickaël Buffaz vann etapp 1 av Tour de l'Ain i augusti 2009. Under säsongen 2010 vann Buffaz den första etappen på den franska tävlingen Paris–Corrèze, en tävling som han senare vann framför Gianni Meersman och Johan Le Bon.
Under säsongen 2011 deltog Mickaël Buffaz för första gången i Tour de France, tillsammans med Cofidis.

## Meriter
2002
Paris-Troyes
Tour de Gironde
2003
Prix des Moissons
2:a, Prix d'Armorique
2004
2:a, Tour du Finistère
3:a, Franska nationsmästerskapen - keirin
2005
3:a, etapp 4, Tour Nord-Isère
3:a, Polynormande
3:a, etapp 2, Tour de L'Ain/Prix de l'Amitié
2006
2:a, Tour du Doubs
2007
2:a, Polynormande
126:a, Giro d'Italia 2007
2008
Franska nationsmästerskapen - keirin
5:a, Tour Down Under
2009
Etapp 1, Tour de l'Ain
2010
Paris–Corrèze
Etapp 1

## Stall
- 2003 Jean Delatour
- 2004 R.A.G.T. Semences-MG Rover
- 2005 Agritubel-Loudun
- 2006 Agritubel
- 2007- Cofidis